# Davor Dujmović
Davor Dujmović, né le 20 septembre 1969 à Sarajevo et mort à Novo mesto le 31 mai 1999 , est un acteur yougoslave.
Simultanément, au début des années 1990, Davor commence à consommer des drogues dures et devient rapidement héroïnomane. Pendant les premiers mois de la guerre, il est resté à Sarajevo, mais a ensuite déménagé à Belgrade où il a retrouvé de vieux amis, filmant Underground avec Kusturica ainsi que la série télévisée Složna braća avec Nele Karajlić. Il tente en vain de se débarrasser de sa dépendance à la drogue à plusieurs reprises. À la fin de la guerre, il s'installe à Banja Luka où il rencontre Andrej J. Gartner avec qui il crée le fonds fiduciaire Culture of Republika Srpska. Il a passé ses derniers mois avec sa compagne en Slovénie.

## Filmographie partielle

### Cinéma
- 1985 : Papa est en voyage d'affaires d'Emir Kusturica
- 1988 : Le Temps des Gitans d'Emir Kusturica
- 1995 : Underground d'Emir Kusturica